# Asienspiele 2014/Boxen
Bei den Asienspielen 2014 in Incheon, Südkorea wurden vom 24. September bis 3. Oktober 2014 13 Wettbewerbe im Boxen ausgetragen, 10 für Herren und 3 für Damen.

## Herren

### Halbfliegengewicht (46 bis 49kg)
| Platz | Land | Athlet               |
| ----- | ---- | -------------------- |
| 1     | KOR  | Shin Jonghun         |
| 2     | KAZ  | Birschan Schaqypow   |
| 3     | PHI  | Mark Anthony Barriga |
| 3     | KGZ  | Turat Osmonov        |

Das Finale wurde am 3. Oktober ausgetragen.

### Fliegengewicht (bis 52kg)
| Platz | Land | Athlet             |
| ----- | ---- | ------------------ |
| 1     | KAZ  | Iljas Sülejmenow   |
| 2     | UBZ  | Shahobiddin Zoirov |
| 3     | JPN  | Shota Hayashida    |
| 3     | PAK  | Muhammad Waseem    |

Das Finale wurde am 3. Oktober ausgetragen.

### Bantamgewicht (bis 52kg)
| Platz | Land | Athlet           |
| ----- | ---- | ---------------- |
| 1     | KOR  | Ham Sangmyeong   |
| 2     | CHN  | Zhang Jiawei     |
| 3     | KAZ  | Qairat Jeralijew |
| 3     | PHI  | Mario Fernandez  |

Das Finale wurde am 3. Oktober ausgetragen.

### Leichtgewicht (bis 60kg)
| Platz | Land | Athlet                          |
| ----- | ---- | ------------------------------- |
| 1     | MGL  | Dordschnjambuugiin Otgondalai   |
| 2     | PHI  | Charly Suarez                   |
| 3     | JPN  | Satoshi Shimizu                 |
| 3     | JOR  | Obada Mohammad Mustafa Alkasbeh |

Das Finale wurde am 3. Oktober ausgetragen.

### Halbweltergewicht (bis 64kg)
| Platz | Land | Athlet            |
| ----- | ---- | ----------------- |
| 1     | THA  | Wuttichai Masuk   |
| 2     | KOR  | Lim Hyunchul      |
| 3     | TKM  | Aziz Bebitov      |
| 3     | JPN  | Masatsugu Kawachi |

Das Finale wurde am 3. Oktober ausgetragen.

### Weltergewicht (bis 69kg)
| Platz | Land | Athlet               |
| ----- | ---- | -------------------- |
| 1     | KAZ  | Danijar Jeleussinow  |
| 2     | UZB  | Isroil Madrimov      |
| 3     | TKM  | Serdar Hudaýberdiýew |
| 3     | THA  | Apichet Saensit      |

Das Finale wurde am 3. Oktober ausgetragen.

### Mittelgewicht (bis 75kg)
| Platz | Land | Athlet                    |
| ----- | ---- | ------------------------- |
| 1     | KAZ  | Schänibek Älimchanuly     |
| 2     | JOR  | Odai Riyad Adel Alhindawi |
| 3     | IND  | Vikas Krishan Yadav       |
| 3     | PHI  | Wilfredo Lopez            |

Das Finale wurde am 3. Oktober ausgetragen.

### Halbschwergewicht (bis 81kg)
| Platz | Land | Athlet               |
| ----- | ---- | -------------------- |
| 1     | KAZ  | Ädilbek Nijasymbetow |
| 2     | KOR  | Kim Hyeong-kyu       |
| 3     | IRI  | Ehsan Rouzbahani     |
| 3     | UZB  | Oybek Mamazulunov    |

Das Finale wurde am 3. Oktober ausgetragen.

### Schwergewicht (bis 91kg)
| Platz | Land | Athlet         |
| ----- | ---- | -------------- |
| 1     | KAZ  | Anton Pinchuk  |
| 2     | IRI  | Ali Mazaheri   |
| 3     | KOR  | Park Namhyeong |
| 3     | JOR  | Ihab Darweesh  |

Das Finale wurde am 3. Oktober ausgetragen.

### Superschwergewicht (ab 91kg)
| Platz | Land | Athlet                |
| ----- | ---- | --------------------- |
| 1     | KAZ  | Iwan Dytschko         |
| 2     | IRI  | Jasem Delavari        |
| 3     | IND  | Kumar Satish          |
| 3     | UZB  | Mirzohidjon Abdullaev |

Das Finale wurde am 3. Oktober ausgetragen.

## Damen

### Fliegengewicht (48 bis 51kg)
| Platz | Land | Athlet                        |
| ----- | ---- | ----------------------------- |
| 1     | IND  | Chungneijang Mery Kom Hmangte |
| 2     | KAZ  | Zhaina Shekerbekova           |
| 3     | VIE  | Le Thi Bang                   |
| 3     | MGL  | Mjagmardulamyn Nandintsetseg  |

Das Finale wurde am 1. Oktober ausgetragen.

### Leichtgewicht (57 bis 60kg)
| Platz | Land | Athlet               |
| ----- | ---- | -------------------- |
| 1     | CHN  | Yin Junhua           |
| 2     | KOR  | Park Jina            |
| 3     | VIE  | Luu Thi Duyen        |
| 3     | IND  | Laishram Sarita Devi |

Das Finale wurde am 1. Oktober ausgetragen.

### Mittelgewicht (69 bis 75kg)
| Platz | Land | Athlet         |
| ----- | ---- | -------------- |
| 1     | PRK  | Jang Unhui     |
| 2     | CHN  | Li Qian        |
| 3     | KAZ  | Marina Wolnowa |
| 3     | IND  | Rani Pooja     |

Das Finale wurde am 1. Oktober ausgetragen.

## Medaillenspiegel
| Platz  | Land                | Gold | Silber | Bronze | Gesamt |
| ------ | ------------------- | ---- | ------ | ------ | ------ |
| 1      | Kasachstan          | 6    | 2      | 2      | 10     |
| 2      | Südkorea            | 2    | 3      | 1      | 6      |
| 3      | Volksrepublik China | 1    | 2      | -      | 3      |
| 4      | Indien              | 1    | -      | 4      | 5      |
| 5      | Mongolei            | 1    | -      | 1      | 2      |
| 5      | Thailand            | 1    | -      | 1      | 2      |
| 7      | Nordkorea           | 1    | -      | -      | 1      |
| 8      | Usbekistan          | –    | 2      | 2      | 4      |
| 9      | Iran                | –    | 2      | 1      | 3      |
| 10     | Philippinen         | –    | 1      | 3      | 4      |
| 11     | Jordanien           | –    | 1      | 2      | 3      |
| 12     | Japan               | –    | -      | 3      | 3      |
| 13     | Turkmenistan        | –    | -      | 2      | 2      |
| 13     | Vietnam             | –    | -      | 2      | 2      |
| 15     | Kirgisistan         | –    | -      | 1      | 1      |
| 15     | Pakistan            | –    | -      | 1      | 1      |
| Gesamt | Gesamt              | 13   | 13     | 26     | 52     |